# 科梅勒-韦尔奈
科梅勒-韦尔奈（法語：Commelle-Vernay，法語發音：[kɔmɛl vɛʁnɛ]）是法国卢瓦尔省的一个市镇，位于该省北部，卢瓦尔河右岸，属于罗阿讷区。该市镇于1840年由原市镇科梅勒（Commelle）和韦尔奈（Vernay）合并而成。

## 地理
科梅勒-韦尔奈（45°59'39"N, 4°3'58"E）面积12.41 平方千米，位于法国奥弗涅-罗讷-阿尔卑斯大区卢瓦尔省，该省份为法国中南部省份，北起顺时针与索恩-卢瓦尔省、罗讷省、伊泽尔省、阿尔代什省、上盧瓦爾省、多姆山省和阿列省接壤。
与科梅勒-韦尔奈接壤的市镇（或旧市镇、城区）包括：罗阿讷、维勒雷、科尔代勒、勒科托、帕里尼、圣西尔德法维耶尔、圣让-卢瓦尔河畔圣莫里斯。
科梅勒-韦尔奈的时区为UTC+01:00、UTC+02:00（夏令时）。

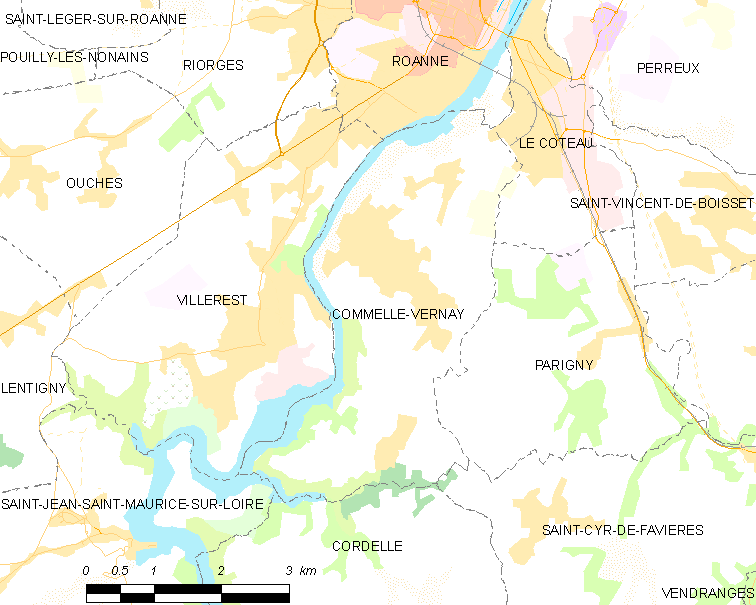
科梅勒-韦尔奈的OSM定位图

## 行政
科梅勒-韦尔奈的邮政编码为42120，INSEE市镇编码为42069。

## 政治
科梅勒-韦尔奈所属的省级选区为勒科托县。

## 人口

1962-2008年间科梅勒-韦尔奈人口变化图示

科梅勒-韦尔奈于2022年1月1日时的人口数量为3041人。